# Knooppunt Azelo
Het knooppunt Azelo is een Nederlands verkeersknooppunt voor de aansluiting van de autosnelwegen A1 en A35, ter hoogte van de buurtschap Azelo, tussen Almelo en Hengelo.
Dit knooppunt is geopend in 1978 en voltooid in 1979. Het is een mooi voorbeeld van een trompetknooppunt. In 2005 werd het knooppunt gemoderniseerd, waarbij de belangrijkste in- en uitvoegstroken werden verbreed en iets anders ingedeeld.

## Richtingen knooppunt
| Aansluitende wegen                                     | Aansluitende wegen | Aansluitende wegen | Aansluitende wegen | Aansluitende wegen                          |
| ------------------------------------------------------ | ------------------ | ------------------ | ------------------ | ------------------------------------------- |
| richting Almelo / Raalte / Zwolle                      |                    |                    |                    |                                             |
|                                                        |                    |                    |                    |                                             |
|                                                        |                    |                    |                    |                                             |
|                                                        |                    |                    |                    |                                             |
| richting Deventer / Apeldoorn / Amersfoort / Amsterdam |                    |                    |                    | richting Hengelo / Enschede / Osnabrück (D) |

Almere · Amstel · Arnestein · Assen · Azelo · Badhoevedorp · Bankhoef · Batadorp · Beekbergen · Benelux · Beverwijk · Bodegraven ·  Boterdiep ·  Buren · Burgerveen · Coenplein · De Baars · De Hoek · De Hogt · De Nieuwe Meer · De Poel · De Punt · De Stok · Deil · Diemen · Drachten · Drie Klauwen · Eemnes · Ekkersweijer · Emmeloord · Empel · Euvelgunne · Everdingen · Ewijk · Galder · Gooimeer · Gorinchem · Gouwe · Grijsoord · Hattemerbroek · Heerenveen · Hellegatsplein · Het Vonderen · Hintham · Hoevelaken · Hofvliet · Holendrecht · Holsloot · Hoogeveen · Hooipolder · IJmuiden (niet officieel) · Joure · Julianaplein · Kerensheide · Kethelplein · Klaverpolder · Kleinpolderplein · Kooimeer · Kruisdonk · Kunderberg · Lankhorst · Leenderheide · Lunetten · Maanderbroek · Markiezaat · Muiderberg · Neerbosch · Noordhoek · Ommedijk · Oud-Dijk · Oudenrijn · Paalgraven · Princeville · Prins Clausplein · Raasdorp ·  Reitdiep ·  Ressen · Ridderkerk · Rijkevoort · Rijnsweerd · Rottepolderplein · Rozenburg · Sabina · Sint-Annabosch · Stelleplas · Slufter · Ten Esschen · Terbregseplein · Tiglia · Vaanplein · Valburg · Velperbroek · Velsen · Vlaardingen · Vught · Waterberg · Watergraafsmeer · Werpsterhoek · Westerlee · Ypenburg · Zaandam · Zaarderheiken · Zonzeel · Zoomland · Zuidbroek · Zurich

Geplande knooppunten:
De Liemers · Zestienhoven

Voormalige knooppunten:
Bocholtz · Ekkersrijt · Europaplein (Groningen) · Europaplein (Maastricht) · Lindenholt